# オープンハウスグループ
株式会社オープンハウスグループは、東京都千代田区丸の内に本社を置く不動産会社グループの持株会社である。JPX日経インデックス400の構成銘柄の一つ。

## 概要
株式会社オープンハウスグループは、1996年11月に株式会社アプローズとして設立され、1997年に株式会社オープンハウスに商号変更。2022年には持株会社体制へ移行し、株式会社オープンハウスグループに改称した。
グループ全体で新築戸建分譲、不動産仲介、マンション、不動産投資事業を展開し、都市部を中心に急成長している。
また、電気・水道・ガス・インターネットの導入をワンストップで提供する「おうちリンク」など、住宅関連の幅広いサービスも手掛けている。
人工知能(AI)による業務の工数削減といったデジタルトランスフォーメーション(DX)にも積極的であり、「泥臭い営業×デジタルの融合」が同社の急成長を支えていると言われている。2022年3月現在、経済産業省が定める「DX認定事業者」に選定されている。
2018年、フォーブスが発表する「アジアの優良上場企業50社」にノミネートされた。

## 沿革
- 1996年（平成8年）11月 - 株式会社アプローズとして東京都渋谷区に設立。
- 1997年（平成9年）
  - 9月 - 株式会社オープンハウスに商号変更。代表取締役に荒井正昭が就任。本社を東京都渋谷区に開設[4]。
  - 10月 - センチュリー21・ジャパンとフランチャイズ契約を締結[4]。
- 2001年（平成13年）9月 - 創建ビルド有限会社（現・オープンハウス・ディベロップメント）を完全子会社化。
- 2007年（平成19年）8月 - イトーピアビジネスネット株式会社（現・アイビーネット）を伊藤忠商事から買収、子会社化[4]。
- 2010年（平成22年）
  - 9月 - 米国カリフォルニア州にオープンハウス・ディベロップメントの100%子会社として、Open House Realty & Investments, Inc.を設立。
  - 9月 - 中国上海市にオープンハウス・ディベロップメントの100%子会社として、旺佳建築設計諮詢（上海）有限公司を設立。
- 2011年（平成23年）10月 - オープンハウス・ディベロップメントの完全子会社として株式会社OHリアルエステート・マネジメントを設立[4]。
- 2012年（平成24年）9月 - センチュリー21・ジャパンとのフランチャイズ契約を解消し、自社ブランドによる営業を開始[5]。
- 2013年（平成25年）
  - 1月 - 本社を東京都千代田区丸の内に移転[4]、本社機能を集約。
  - 9月 - 東京証券取引所第一部に上場[4][6]。
- 2015年（平成27年）1月 - 株式会社アサカワホーム（現・オープンハウス・アーキテクト）を連結子会社化。
- 2016年（平成28年）9月 - 米国テキサス州にOpen House Texas Realty & Investments LLCを設立[4]。
- 2017年（平成28年）9月 - 中央区銀座に富裕層向けサービスの拠点として「OPENHOUSE GINZA SALON」を開設[4]。
- 2018年（平成28年）
  - 5月 - 米国ハワイ州にOpen House Hawaii Realty & Investments LLCを設立[4]。
  - 6月 - 米国ハワイ州のSachi Hawaii- Paciﬁc Century Properties LLC（不動産仲介業）、Sachi Hawaii-Paciﬁc Century Property Management LLC（不動産管理業）を子会社化[4]。
  - 10月 - 株式会社ホーク・ワンを完全子会社化[4]。
- 2020年（令和2年）5月 - 株式会社プレサンスコーポレーションの筆頭株主となり、関係会社化[7]。
- 2021年（令和3年）1月 - 株式会社プレサンスコーポレーションの増資を引き受けるとともに株式公開買付け（TOB）を行い、同社を子会社化[8]。
- 2022年（令和4年）1月 - 持株会社体制に移行。株式会社オープンハウス準備会社に戸建関連事業などを承継するとともに、株式会社オープンハウスは株式会社オープンハウスグループに商号変更。株式会社オープンハウス準備会社は株式会社オープンハウス（2代）に商号変更[9]。
- 2023年（令和5年）10月 - 株式公開買付けにより、株式会社三栄建築設計（現・株式会社メルディア）を子会社化[10][11][12]。
- 2025年（令和7年） - 株式公開買付け及び株式売渡請求により、株式会社プレサンスコーポレーションを完全子会社化[13]。

## 主要なグループ会社
戸建関連事業及びマンション事業
- オープンハウス - 不動産販売

2021年4月1日に「株式会社オープンハウス準備会社」として設立。2022年1月1日に旧オープンハウス（現オープンハウスグループ）より戸建関連事業を承継し、「株式会社オープンハウス」に商号変更。
- オープンハウス・ディベロップメント - 戸建、マンションの開発
- オープンハウス・アーキテクト - 注文・建売住宅、マンションの建築
- ホーク・ワン - 戸建の開発・販売
- プレサンスコーポレーション - マンション開発・販売
- メルディア - 戸建の開発・販売

収益不動産事業
- オープンハウス・リアルエステート - 収益不動産の販売

海外不動産事業
- Open House Realty & Investments, Inc. - 米国不動産の販売等
- Open House Texas Realty & Investments LLC - 米国・テキサス州での不動産事業
- Open House Atlanta Realty & Investments LLC - 米国・ジョージア州での不動産事業
- Sachi Hawaii - Pacific Century Properties LLC - 米国・ハワイ州での不動産開発、不動産仲介業
- 旺佳建築設計諮順詢有限公司 - 中国・上海市での不動産事業

金融事業
- アイビーネット - 不動産購入資金の融資
- おうちリンク - 銀行代理業

その他
- みなかみ宝台樹リゾート - 水上宝台樹スキー場の運営
- オープンハウス不動産投資顧問 - 不動産アセットマネジメント事業
- 群馬プロバスケットボールコミッション - B.LEAGUE所属バスケットボールチーム、群馬クレインサンダーズの運営

## 産学官連携
- 2021年（令和3年）9月22日 - 群馬県みなかみ町、群馬銀行、東京大学大学院工学系研究科と共に、中山間地域における地域社会の発展と地域経済の活性化、及び町民サービスの向上に資することを目的として産官学金包括連携協定を締結し、「産官学金連携まちづくり」を始動[14]。

## 受賞
- ポーター賞（2016年）
- フォーブス社「アジアの優良上場企業50社」（2018年）
- 公益社団法人企業情報化協会（通称：IT協会） IT賞（2020年）
- 紺綬褒章（オープンハウス・ディベロップメント）（2023年）
- 公益社団法人企業情報化協会（通称：IT協会） IT奨励賞（2024年）
- 厚生労働省　もにす認定（2024年）

## 広報

### テレビCM
- 犬のジョンシリーズ（2013年 - 2017年）: 織田裕二が"犬"に扮したシリーズ。
  - 「ジョン登場」篇
  - 「下見」篇
  - 「引越し」篇（共演：柄本明）
    - 柄本が企業名の英字表記「OPEN HOUSE」を「オペンホウセ」と誤読（ローマ字読み）する内容が注目され認知度アップにつながった[15]。この「オペンホウセ」と誤読するCMはその後も2022年現在までシリーズを変更しながら続けられている[16]。

  - 「先輩」篇（同上）
  - 「子犬の家」篇（共演：髙月雪乃介）
  - 「あの娘の家」篇（共演：柳生みゆ）
  - 「店舗」篇（共演：菜々緒）
  - 「見学」篇（共演：畑正憲）
  - 「入居」篇（共演：菜々緒）
  - 「お宅訪問」篇（共演：ずん・飯尾和樹）

- 夢見る小学生シリーズ（2018年 - 2020年）：長瀬智也・清野菜名が"小学生"に扮したシリーズ。
  - 「転校生」篇
  - 「ナイショ話」篇
  - 「貯金話」篇
  - 「遅刻」篇（共演：猫ひろし）
  - 「保健室」篇（共演：田中みな実）
  - 「下校」篇（同上）
  - 「ライバル」篇（共演：柄本明）
  - 「告白」篇（共演：柄本明、田中みな実）

- 座敷童子シリーズ（2021年）：松田翔太が"座敷童子"に、戸田恵梨香・角田晃広（東京03）が"座敷童子に憑かれる夫婦"に扮したシリーズ。
  - 「登場」篇
  - 「耳打ち」篇
  - 「友人」篇（共演：田中みな実）
  - 「散歩」篇

- 福岡限定CM（2021年 - ）：柳田悠岐と角田が出演（ホームランコース篇以降は柳田のみ出演）。
  - 「ギータ3150」篇
  - 「ギータ語」篇
  - 「ギータ・オペンホウセ3150」篇
  - 「ギータ・ホームランコース」篇
  - 「ギータ・柳田いるし」篇

- 名古屋限定CM（2021年）：石井亮次と角田が出演。
  - 「売れてる」篇
  - 「フリップめくり」篇

- 座敷童子・新シリーズ（2022年）：松田が引き続き"座敷童子"に、柄本明が"先輩座敷童子"に、田中みな実が"戸建てを購入済で完成間近の女性"に扮したシリーズ。
  - 「先輩登場」篇
  - 「リモートワーク」篇
  - 「伝授」篇

- 地底人現るシリーズ（2023年）：木村拓哉が"地底人"に、林芽亜里が"地底人に遭遇する女子高生"に扮したシリーズ。
  - 「登場」篇
  - 「夢」篇
  - 「拠点」篇

- マイホームマンシリーズ（2024年 - ）：堺雅人が"マイホームマン / 家内守"に、川島潤哉・紗都希が"オープンハウス社員"に、奥貫薫が"守の妻・家内安子"に、藤本唯千夏が"守の娘・家内ちか"に扮したシリーズ。
  - 「登場」篇
  - 「格闘」篇
  - 「戦いのその後」篇
  - 「反抗」篇

- グループCM（2024年）：村上宗隆が出演。
  - 「スウィング」篇

### スポンサー活動

#### プロ野球チーム
- 「東京ヤクルトスワローズ」（NPBセントラル・リーグ所属）トップスポンサー

2016年から「オープンハウス・ホームラン賞」として、バックスクリーン上部の看板（スローガンおよび社名ロゴ）、またはライトスタンド中段の特設エリア（2019年まではトライビジョン横の社名ロゴ）に、ホームランを直接当てたスワローズの選手に「東京の家」1軒プレゼントすることになっている。
2021年からは「オープンハウス・パーフェクト賞」として神宮球場の試合にて27打席連続アウトを達成したスワローズの選手にも「東京の家」1軒をプレゼントする。試合をまたいでの達成も対象となるため、リリーフ投手も受賞可能となる。
また、村上宗隆が、2022年に年間ホームラン記録の日本人記録である王貞治（読売ジャイアンツ・1964年）の55号を上回り、かつそれ以後神宮で行われる主管試合でその記録を更新した場合に限り、特別ホームラン賞として、通常の上記対象箇所以外の外野スタンドにホームランが入れば、「当社で販売する好立地の東京の家・上限1億円」を贈呈することが決定した。立地については達成した場合のシーズン終了後、村上と相談の上で決定するとしている。
その新記録は2022年10月3日の横浜DeNAベイスターズ戦の7回に飛び出したが、村上は2004年の松中信彦（当時福岡ダイエーホークス）以来となる三冠王を達成したため、特別に当初の1億円相当ではなく、3億円相当にグレードアップして贈呈された。

#### プロバスケットボールチーム
- 「群馬クレインサンダーズ」（Bリーグ所属）オーナー

当時B2リーグに所属していた2019年6月に経営参画。2020-21年シーズンにB2リーグ優勝・B1リーグ昇格。

#### インターネットスポーツ中継
- 東京六大学野球配信サービス「BIG6.TV」 タイトルパートナー

インターネットスポーツメディア「SPORTSBULL」内の東京六大学野球カテゴリにて、全試合を配信。SNSなどのハイライト動画でのロゴを掲出している。
2020年5月には、一般財団法人東京六大学野球連盟と連携し、コロナ禍で活動自粛をしていた部員750名を対象として部員の家族に向けメッセージカードとカーネーションを送る企画を実施した。
2020年、2021年にはそれぞれ明治大学野球部OB、慶應義塾大学野球部OBの同社社員を起用したCMを制作し放映。明治神宮野球場と「BIG6.TV」を中心に放映されている。

#### 提供番組
- ぐんまちゃん（群馬テレビ他[20]）
- 高田文夫のラジオビバリー昼ズ（ニッポン放送）
- ニッポン放送ショウアップナイター・金曜（同上）
- マヂカルラブリーのオールナイトニッポン0(ZERO)（同上）
- うどうのらじお（同上）

## 不祥事・事件・トラブル
※子会社での不祥事・事件も含む。

### 特殊詐欺容疑による社員の逮捕
- 2020年6月15日、連続振り込め詐欺事件の容疑で男性3人を逮捕したと警視庁捜査本部が発表した。そのうち2人が子会社「オープンハウス」の現役社員であった。犯行内容は、千葉県内の別の高齢者を狙い、通帳・キャッシュカードをだまし取る手口で現金を盗んだ詐欺・窃盗の容疑であった。なお、オープンハウスは本件に関して無言を貫いた[21]。

### 幹部社員によるパワハラ・暴言
- 2023年2月17日、「オープンハウスグループ」執行役員で子会社「オープンハウス・アーキテクト」代表取締役社長の日高靖仁が会議中、椅子を蹴った上で部下の首根っこを押さえつけ、「辞めれば?」「お前何してんの?」など“暴言”を吐いていたことが「週刊文春」の取材で分かった。同社の広報宣伝部に経緯の確認や見解を求めたところ、「事実関係を確認し、適切に対応してまいります」と回答するのみだった[22]。

- 3月20日、日高はオープンハウスグループ執行役員を辞任、アーキテクト社でも取締役に降格していたことが分かった[23]。

### 就活生に対する暴言
- 2023年7月18日、「オープンハウスグループ」人材開発部新卒採用グループ部長代理の肩書きを持つ人物が、2023年に同社の新卒採用試験を受けていたという都内の大学4年生に対し、「オツム弱い」「頭悪すぎ」「ぶん殴るよ」などと暴言を吐き、同学生に大きなトラウマを与え、問題になっている、と報じられた[24]。

### 施工不良問題
- 2023年6月、子会社「オープンハウス」が販売した新築戸建て住宅を巡り、複数の住民から施工に無数の“欠陥”を指摘する声が上がり、同社とトラブルになっていることが報道された[25]。

- 2023年7月、施工・建築を手がける子会社「オープンハウス・アーキテクト」が行った工事の影響で、隣家の「擁壁（ようへき）」に亀裂が入り、住民らと裁判所を巻き込むトラブルになっていることが「週刊文春」の取材で発覚した[26]。

### 顧客へ住宅ローンの不正利用指示
- 2023年6月29日に「週刊文春」が報じた記事によると、子会社「オープンハウス」の複数の営業マンが顧客に対し、住宅ローンを組んで購入した自宅を賃貸に出すよう助言し、自社の新築と物件を購入するよう勧誘していることが、複数の顧客の告発により発覚した[27]。住宅ローンで購入した物件を返済中に無断で賃貸に出すことは金融機関の契約違反に該当する可能性があり、問題視されることとなった。本件に関して、親会社のオープンハウスグループは「個別の取引内容については回答致しかねます。ご質問いただいた内容については事実確認を行った上で適切に対処致します」と回答した。

### ローン代行事務手数料の不正請求の疑い
- 2023年7月24日、子会社「オープンハウス」で物件を購入した顧客に対し、「ローン代行事務手数料」という名目で、売買の仲介手数料とは別に手数料を請求していたことが「週刊文春」の取材でわかった。
- 不動産会社が住宅ローン斡旋手数料などの名目で手数料を受け取ることについては、国土交通省が宅地建物取引業法に違反する可能性を指摘しており、仮に顧客から手数料として金銭を受け取っていた場合、これに該当する可能性がある[28]。

### 背任容疑による社員の逮捕
- 2024年11月7日、子会社「オープンハウス」の元社員2人が、店舗を訪れた顧客の情報を別の不動産会社を経営する元同僚に伝え、土地などの売買契約を結ばせて300万円余りの仲介手数料を不当に得て損害を与えたとして背任の疑いで逮捕された[29]。

## 社員、元社員
※グループ会社のスポーツチームの選手は除く。
- 矢澤曜
- 日高靖仁
- 高樹千佳子（ヘルスケアベンチャー社員）
- 井辺良祐（エンジェル投資家）
- 小栗隆史（東京レーベル創業者）
- 佐藤弘志（日販グループホールディングス執行役員）
- 佐野翔麻（株式会社tutor創業者、YouTuber）
- 曽和利光（人材研究所創業者）
- 冨吉範明（ファミリーコーポレーション創業者）
- 樋口大（GA technologies創業者、取締役）
- 藤井香愛（歌手）
- 石井雄也（PRESI創業者）
- 森井啓允（なんでもドラフト代表取締役CEO）